# Brennnessel-Spitzmausrüssler

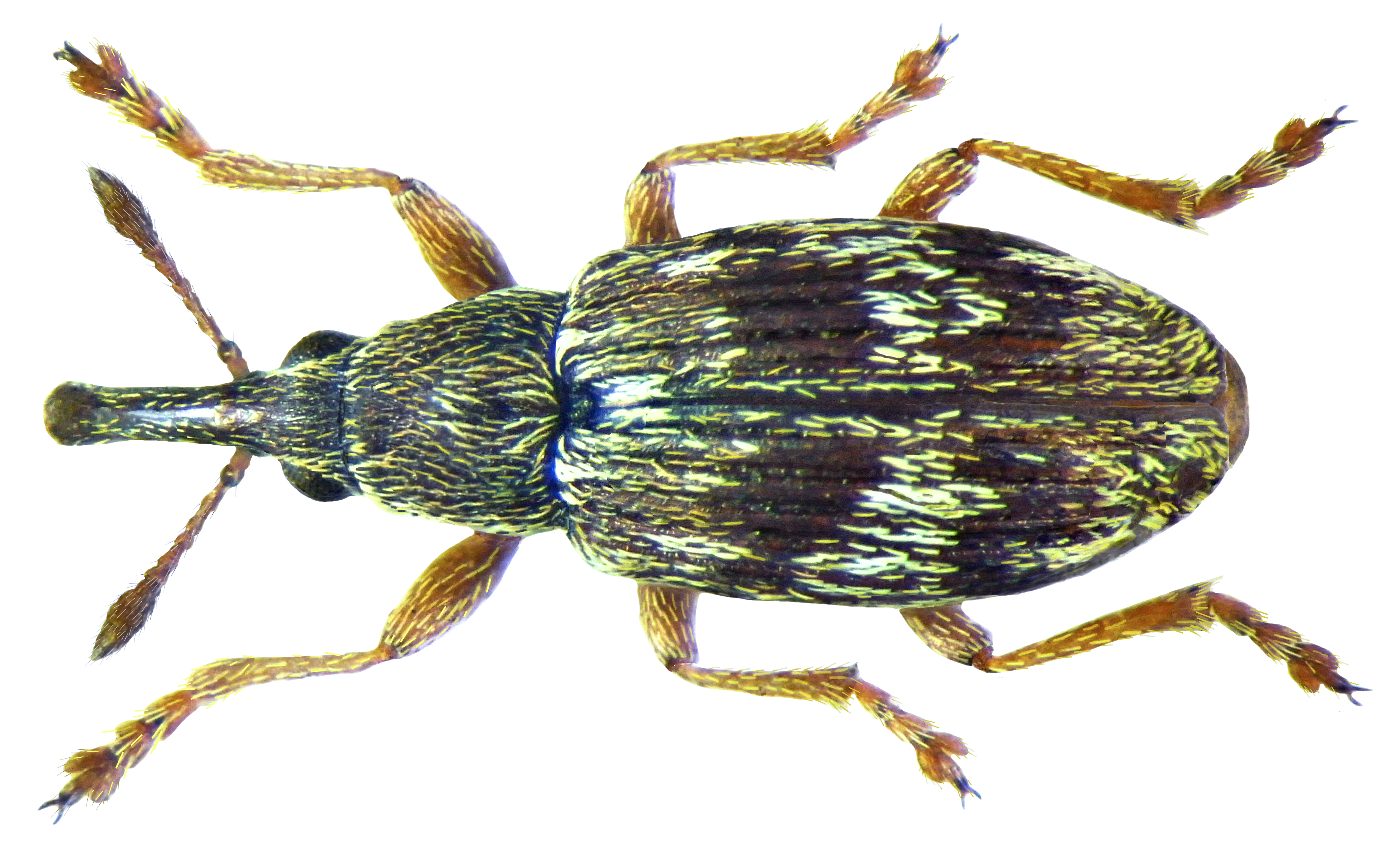
Präparat, Dorsalansicht

Der Brennnessel-Spitzmausrüssler (Taeniapion urticarium) ist ein Käfer aus der Unterfamilie der Apioninae innerhalb der Familie der Langkäfer (Brentidae). Das lateinische Art-Epitheton urticarium weist auf die Wirtspflanzen der Käferart hin: Brennnesseln (Urtica).

## Merkmale
Die schlanken Käfer erreichen eine Körperlänge von 1,9–2,3 mm. Die längsstreifig behaarten Flügeldecken weisen zwei dunkel behaarte Schrägbinden auf. Der Rüssel (Rostrum) ist schwach gebogen oder annähernd gerade. Die Fühler entspringen nahe der Rüsselbasis. Die Insektenbeine sind gelbbraun gefärbt.

## Verbreitung
Die Art ist in Europa weit verbreitet. Im Norden reicht das Vorkommen bis in den Süden von Fennoskandinavien und das südliche England. Im Süden erstreckt sich das Verbreitungsgebiet über den Mittelmeerraum bis nach Nordafrika. Im Osten reicht das Vorkommen der Käferart nach Vorder- und Zentralasien sowie nach Sibirien.

## Lebensweise
Die Käfer beobachtet man gewöhnlich zwischen April und Oktober. Die Weibchen legen im Frühsommer ihre Eier an der Sprossachse der Wirtspflanzen nahe dem Ansatz der Blattstiele ab. Neben der Großen Brennnessel (Urtica dioica) wird als eine weitere Wirtspflanze die Kleine Brennnessel (Urtica urens) genannt. Die geschlüpften Larven entwickeln sich in den Stängeln. Die Verpuppung dauert gewöhnlich zwischen 15 und 20 Tagen. Die ausgewachsenen Käfer schlüpfen im Spätsommer oder Herbst, verbringen aber den Winter noch in der Puppenwiege innerhalb der Pflanzenstängel und verlassen diese erst im Frühjahr.

## Gefährdung
Die Art gilt in Deutschland als ungefährdet.

## Taxonomie
Die Art wurde im Jahr 1784 von Johann Friedrich Wilhelm Herbst als Curculio urticarium erstbeschrieben. Ein weiteres Synonym der Art ist
Apion urticarium (Herbst, 1784).
Es gibt folgende Unterarten:
- Taeniapion urticarium atlanticum (Uyttenboogaart, 1935) – auf den Kanarischen Inseln und auf Madeira[3]
- Taeniapion urticarium urticarium (Herbst, 1784) – Nominatform